# París-Niza 2023
La 81.ª edición de la París-Niza fue una carrera de ciclismo en ruta por etapas que se celebró entre el 5 y el 12 de marzo de 2023 en Francia con inicio en la ciudad de La Verrière y final en la ciudad de Niza sobre un recorrido de 1089 kilómetros.
La carrera formó parte del UCI WorldTour 2023, calendario ciclístico de máximo nivel mundial, siendo la sexta carrera de dicho circuito y fue ganada por el esloveno Tadej Pogačar del UAE Emirates. Completaron el podio, como segundo y tercer clasificado respectivamente, el francés David Gaudu del Groupama-FDJ y el danés Jonas Vingegaard del Jumbo-Visma.

## Equipos participantes
Tomaron parte en la carrera 22 equipos: 18 de categoría UCI WorldTeam y 4 de categoría UCI ProTeam. Formaron así un pelotón de 154 ciclistas de los que acabaron 117. Los equipos participantes fueron:
| WorldTeams (18)- AG2R Citroën Team - Alpecin-Deceuninck - Astana Qazaqstan Team - Bora-Hansgrohe - EF Education-EasyPost - Groupama-FDJ - Ineos Grenadiers - Intermarché-Circus-Wanty - Jumbo-Visma - Movistar Team - Soudal Quick-Step - Arkéa-Samsic - Bahrain Victorious - Cofidis - Team DSM - Team Jayco AlUla - Trek-Segafredo - UAE Team Emirates ProTeams (4)- Lotto Dstny - TotalEnergies - Israel-Premier Tech - Uno-X Pro Cycling Team |
| |

## Recorrido
La París-Niza dispuso de ocho etapas  para un recorrido total de 1089 kilómetros.
| Etapa     | Fecha     | Recorrido                                              | type                     | Distancia (km) | Desnivel (m) | Ganador         | Líder         |
| --------- | --------- | ------------------------------------------------------ | ------------------------ | -------------- | ------------ | --------------- | ------------- |
| 1.ª etapa | 5 de mar  | La Verrière – La Verrière                              | etapa escarpada          | 169,4          | 1405 m       | Tim Merlier     | Tim Merlier   |
| 2.ª etapa | 6 de mar  | Bazainville – Fontainebleau                            | etapa llana              | 163,7          | 815 m        | Mads Pedersen   | Mads Pedersen |
| 3.ª etapa | 7 de mar  | Dampierre-en-Burly – Dampierre-en-Burly                | contrarreloj por equipos | 32,2           | 146 m        | Jumbo-Visma     | Magnus Cort   |
| 4.ª etapa | 8 de mar  | Saint-Amand-Montrond – La Loge des Gardes              | etapa de media montaña   | 164,7          | 2470 m       | Tadej Pogačar   | Tadej Pogačar |
| 5.ª etapa | 9 de mar  | Saint-Symphorien-sur-Coise – Saint-Paul-Trois-Châteaux | etapa escarpada          | 212,4          | 1958 m       | Olav Kooij      | Tadej Pogačar |
| 6.ª etapa | 10 de mar | Tourves – La Colle-sur-Loup                            | etapa escarpada          | 197,4          | 1216 m       | etapa cancelada | Tadej Pogačar |
| 7.ª etapa | 11 de mar | Niza – Col de la Couillole                             | etapa de montaña         | 142,9          | 3554 m       | Tadej Pogačar   | Tadej Pogačar |
| 8.ª etapa | 12 de mar | Niza – Niza                                            | etapa de montaña         | 118,4          | 2465 m       | Tadej Pogačar   | Tadej Pogačar |

## Desarrollo de la carrera

### 1.ª etapa
| La Verrière - La Verrière | etapa escarpada | (169,4 km) |

| \| Clasificación de la etapa \| Clasificación de la etapa \| Clasificación de la etapa \| Clasificación de la etapa \| Clasificación de la etapa \| \| Ciclista \| Ciclista \| Equipo \| Tiempo \| \| \| ------------------------- \| ------------------------- \| ------------------------- \| ------------------------- \| ------------------------- \| \| 1.º \| Tim Merlier \| Soudal Quick-Step \| 3 h 50 min 52 s \| \| \| 2.º \| Sam Bennett \| Bora-Hansgrohe \| + 0 s \| \| \| 3.º \| Mads Pedersen \| Trek-Segafredo \| + 0 s \| \| \| 4.º \| Olav Kooij \| Jumbo-Visma \| + 0 s \| \| \| 5.º \| Arnaud De Lie \| Lotto Dstny \| + 0 s \| \| \| 6.º \| Michael Matthews \| Team Jayco AlUla \| + 0 s \| \| \| 7.º \| Bryan Coquard \| Cofidis \| + 0 s \| \| \| 8.º \| Iván García Cortina \| Movistar Team \| + 0 s \| \| \| 9.º \| Kaden Groves \| Alpecin-Deceuninck \| + 0 s \| \| \| 10.º \| Arnaud Démare \| Groupama-FDJ \| + 0 s \| \| |                     |                    |                 |
| |                     |                    |                 |
| Fuente: ProCyclingStats |                     |                    |                 |
| Clasificación de la etapa |                     |                    |                 |
| Ciclista | Ciclista            | Equipo             | Tiempo          |
| 1.º | Tim Merlier         | Soudal Quick-Step  | 3 h 50 min 52 s |
| 2.º | Sam Bennett         | Bora-Hansgrohe     | + 0 s           |
| 3.º | Mads Pedersen       | Trek-Segafredo     | + 0 s           |
| 4.º | Olav Kooij          | Jumbo-Visma        | + 0 s           |
| 5.º | Arnaud De Lie       | Lotto Dstny        | + 0 s           |
| 6.º | Michael Matthews    | Team Jayco AlUla   | + 0 s           |
| 7.º | Bryan Coquard       | Cofidis            | + 0 s           |
| 8.º | Iván García Cortina | Movistar Team      | + 0 s           |
| 9.º | Kaden Groves        | Alpecin-Deceuninck | + 0 s           |
| 10.º | Arnaud Démare       | Groupama-FDJ       | + 0 s           |

| \| Clasificación general \| Clasificación general \| Clasificación general \| Clasificación general \| Clasificación general \| \| Ciclista \| Ciclista \| Equipo \| Tiempo \| \| \| --------------------- \| --------------------- \| --------------------- \| --------------------- \| --------------------- \| \| 1.º \| Tim Merlier \| Soudal Quick-Step \| 3 h 50 min 52 s \| \| \| 2.º \| Sam Bennett \| Bora-Hansgrohe \| + 4 s \| \| \| 3.º \| Tadej Pogačar \| UAE Team Emirates \| + 4 s \| \| \| 4.º \| Mads Pedersen \| Trek-Segafredo \| + 6 s \| \| \| 5.º \| Pierre Latour \| TotalEnergies \| + 6 s \| \| \| 6.º \| Dorian Godon \| AG2R Citroën Team \| + 8 s \| \| \| 7.º \| Olav Kooij \| Jumbo-Visma \| + 10 s \| \| \| 8.º \| Arnaud De Lie \| Lotto Dstny \| + 10 s \| \| \| 9.º \| Michael Matthews \| Team Jayco AlUla \| + 10 s \| \| \| 10.º \| Bryan Coquard \| Cofidis \| + 10 s \| \| |                  |                   |                 |
| |                  |                   |                 |
| Fuente: ProCyclingStats |                  |                   |                 |
| Clasificación general |                  |                   |                 |
| Ciclista | Ciclista         | Equipo            | Tiempo          |
| 1.º | Tim Merlier      | Soudal Quick-Step | 3 h 50 min 52 s |
| 2.º | Sam Bennett      | Bora-Hansgrohe    | + 4 s           |
| 3.º | Tadej Pogačar    | UAE Team Emirates | + 4 s           |
| 4.º | Mads Pedersen    | Trek-Segafredo    | + 6 s           |
| 5.º | Pierre Latour    | TotalEnergies     | + 6 s           |
| 6.º | Dorian Godon     | AG2R Citroën Team | + 8 s           |
| 7.º | Olav Kooij       | Jumbo-Visma       | + 10 s          |
| 8.º | Arnaud De Lie    | Lotto Dstny       | + 10 s          |
| 9.º | Michael Matthews | Team Jayco AlUla  | + 10 s          |
| 10.º | Bryan Coquard    | Cofidis           | + 10 s          |

### 2.ª etapa
| Bazainville - Fontainebleau | etapa llana | (163,7 km) |

| \| Clasificación de la etapa \| Clasificación de la etapa \| Clasificación de la etapa \| Clasificación de la etapa \| Clasificación de la etapa \| \| Ciclista \| Ciclista \| Equipo \| Tiempo \| \| \| ------------------------- \| ------------------------- \| ------------------------- \| ------------------------- \| ------------------------- \| \| 1.º \| Mads Pedersen \| Trek-Segafredo \| 3 h 28 min 57 s \| \| \| 2.º \| Olav Kooij \| Jumbo-Visma \| + 0 s \| \| \| 3.º \| Magnus Cort \| EF Education-EasyPost \| + 0 s \| \| \| 4.º \| Daniel McLay \| Arkéa-Samsic \| + 0 s \| \| \| 5.º \| Lionel Taminiaux \| Alpecin-Deceuninck \| + 0 s \| \| \| 6.º \| Michael Matthews \| Team Jayco AlUla \| + 0 s \| \| \| 7.º \| Marijn van den Berg \| EF Education-EasyPost \| + 0 s \| \| \| 8.º \| Cees Bol \| Astana Qazaqstan Team \| + 0 s \| \| \| 9.º \| Alexis Renard \| Cofidis \| + 0 s \| \| \| 10.º \| Arnaud Démare \| Groupama-FDJ \| + 0 s \| \| |                     |                       |                 |
| |                     |                       |                 |
| Fuente: ProCyclingStats |                     |                       |                 |
| Clasificación de la etapa |                     |                       |                 |
| Ciclista | Ciclista            | Equipo                | Tiempo          |
| 1.º | Mads Pedersen       | Trek-Segafredo        | 3 h 28 min 57 s |
| 2.º | Olav Kooij          | Jumbo-Visma           | + 0 s           |
| 3.º | Magnus Cort         | EF Education-EasyPost | + 0 s           |
| 4.º | Daniel McLay        | Arkéa-Samsic          | + 0 s           |
| 5.º | Lionel Taminiaux    | Alpecin-Deceuninck    | + 0 s           |
| 6.º | Michael Matthews    | Team Jayco AlUla      | + 0 s           |
| 7.º | Marijn van den Berg | EF Education-EasyPost | + 0 s           |
| 8.º | Cees Bol            | Astana Qazaqstan Team | + 0 s           |
| 9.º | Alexis Renard       | Cofidis               | + 0 s           |
| 10.º | Arnaud Démare       | Groupama-FDJ          | + 0 s           |

| \| Clasificación general \| Clasificación general \| Clasificación general \| Clasificación general \| Clasificación general \| \| Ciclista \| Ciclista \| Equipo \| Tiempo \| \| \| --------------------- \| --------------------- \| --------------------- \| --------------------- \| --------------------- \| \| 1.º \| Mads Pedersen \| Trek-Segafredo \| 7 h 19 min 35 s \| \| \| 2.º \| Tadej Pogačar \| UAE Team Emirates \| + 2 s \| \| \| 3.º \| Tim Merlier \| Soudal Quick-Step \| + 4 s \| \| \| 4.º \| Olav Kooij \| Jumbo-Visma \| + 8 s \| \| \| 5.º \| Sam Bennett \| Bora-Hansgrohe \| + 8 s \| \| \| 6.º \| Michael Matthews \| Team Jayco AlUla \| + 10 s \| \| \| 7.º \| Magnus Cort \| EF Education-EasyPost \| + 10 s \| \| \| 8.º \| Pierre Latour \| TotalEnergies \| + 10 s \| \| \| 9.º \| Dorian Godon \| AG2R Citroën Team \| + 12 s \| \| \| 10.º \| Nathan Van Hooydonck \| Jumbo-Visma \| + 12 s \| \| |                      |                       |                 |
| |                      |                       |                 |
| Fuente: ProCyclingStats |                      |                       |                 |
| Clasificación general |                      |                       |                 |
| Ciclista | Ciclista             | Equipo                | Tiempo          |
| 1.º | Mads Pedersen        | Trek-Segafredo        | 7 h 19 min 35 s |
| 2.º | Tadej Pogačar        | UAE Team Emirates     | + 2 s           |
| 3.º | Tim Merlier          | Soudal Quick-Step     | + 4 s           |
| 4.º | Olav Kooij           | Jumbo-Visma           | + 8 s           |
| 5.º | Sam Bennett          | Bora-Hansgrohe        | + 8 s           |
| 6.º | Michael Matthews     | Team Jayco AlUla      | + 10 s          |
| 7.º | Magnus Cort          | EF Education-EasyPost | + 10 s          |
| 8.º | Pierre Latour        | TotalEnergies         | + 10 s          |
| 9.º | Dorian Godon         | AG2R Citroën Team     | + 12 s          |
| 10.º | Nathan Van Hooydonck | Jumbo-Visma           | + 12 s          |

### 3.ª etapa
| Dampierre-en-Burly - Dampierre-en-Burly | contrarreloj por equipos | (32,2 km) |

| \| Clasificación de la etapa \| Clasificación de la etapa \| Clasificación de la etapa \| Clasificación de la etapa \| Clasificación de la etapa \| Clasificación de la etapa \| \| Equipo \| Equipo \| Tiempo \| Diferencia \| Promedio \| \| \| ------------------------- \| ------------------------- \| ------------------------- \| ------------------------- \| ------------------------- \| ------------------------- \| \| 1.º \| Jumbo-Visma \| 33 min 55 s \| \| 56.963 km/h \| \| \| 2.º \| EF Education-EasyPost \| 33 min 56 s \| + 1 s \| 56.935 km/h \| \| \| 3.º \| Team Jayco AlUla \| 33 min 59 s \| + 4 s \| 56.851 km/h \| \| \| 4.º \| Groupama-FDJ \| 34 min 09 s \| + 14 s \| 56.574 km/h \| \| \| 5.º \| UAE Team Emirates \| 34 min 18 s \| + 23 s \| 56.327 km/h \| \| \| 6.º \| Bora-Hansgrohe \| 34 min 20 s \| + 25 s \| 56.272 km/h \| \| \| 7.º \| Soudal Quick-Step \| 34 min 34 s \| + 39 s \| 55.892 km/h \| \| \| 8.º \| Trek-Segafredo \| 34 min 40 s \| + 45 s \| 55.731 km/h \| \| \| 9.º \| Bahrain Victorious \| 34 min 42 s \| + 47 s \| 55.677 km/h \| \| \| 10.º \| Ineos Grenadiers \| 34 min 43 s \| + 48 s \| 55.651 km/h \| \| |                       |             |            |             |
| |                       |             |            |             |
| Fuente: ProCyclingStats |                       |             |            |             |
| Clasificación de la etapa |                       |             |            |             |
| Equipo | Equipo                | Tiempo      | Diferencia | Promedio    |
| 1.º | Jumbo-Visma           | 33 min 55 s |            | 56.963 km/h |
| 2.º | EF Education-EasyPost | 33 min 56 s | + 1 s      | 56.935 km/h |
| 3.º | Team Jayco AlUla      | 33 min 59 s | + 4 s      | 56.851 km/h |
| 4.º | Groupama-FDJ          | 34 min 09 s | + 14 s     | 56.574 km/h |
| 5.º | UAE Team Emirates     | 34 min 18 s | + 23 s     | 56.327 km/h |
| 6.º | Bora-Hansgrohe        | 34 min 20 s | + 25 s     | 56.272 km/h |
| 7.º | Soudal Quick-Step     | 34 min 34 s | + 39 s     | 55.892 km/h |
| 8.º | Trek-Segafredo        | 34 min 40 s | + 45 s     | 55.731 km/h |
| 9.º | Bahrain Victorious    | 34 min 42 s | + 47 s     | 55.677 km/h |
| 10.º | Ineos Grenadiers      | 34 min 43 s | + 48 s     | 55.651 km/h |

| \| Clasificación general \| Clasificación general \| Clasificación general \| Clasificación general \| Clasificación general \| \| Ciclista \| Ciclista \| Equipo \| Tiempo \| \| \| --------------------- \| --------------------- \| --------------------- \| --------------------- \| --------------------- \| \| 1.º \| Magnus Cort \| EF Education-EasyPost \| \| \| \| 2.º \| Nathan Van Hooydonck \| Jumbo-Visma \| + 1 s \| \| \| 3.º \| Michael Matthews \| Team Jayco AlUla \| + 3 s \| \| \| 4.º \| Jan Tratnik \| Jumbo-Visma \| + 3 s \| \| \| 5.º \| Jonas Vingegaard \| Jumbo-Visma \| + 3 s \| \| \| 6.º \| Simon Yates \| Team Jayco AlUla \| + 7 s \| \| \| 7.º \| Neilson Powless \| EF Education-EasyPost \| + 8 s \| \| \| 8.º \| Tobias Foss \| Jumbo-Visma \| + 8 s \| \| \| 9.º \| Kelland O'Brien \| Team Jayco AlUla \| + 11 s \| \| \| 10.º \| Tadej Pogačar \| UAE Team Emirates \| + 14 s \| \| |                      |                       |        |
| |                      |                       |        |
| Fuente: ProCyclingStats |                      |                       |        |
| Clasificación general |                      |                       |        |
| Ciclista | Ciclista             | Equipo                | Tiempo |
| 1.º | Magnus Cort          | EF Education-EasyPost |        |
| 2.º | Nathan Van Hooydonck | Jumbo-Visma           | + 1 s  |
| 3.º | Michael Matthews     | Team Jayco AlUla      | + 3 s  |
| 4.º | Jan Tratnik          | Jumbo-Visma           | + 3 s  |
| 5.º | Jonas Vingegaard     | Jumbo-Visma           | + 3 s  |
| 6.º | Simon Yates          | Team Jayco AlUla      | + 7 s  |
| 7.º | Neilson Powless      | EF Education-EasyPost | + 8 s  |
| 8.º | Tobias Foss          | Jumbo-Visma           | + 8 s  |
| 9.º | Kelland O'Brien      | Team Jayco AlUla      | + 11 s |
| 10.º | Tadej Pogačar        | UAE Team Emirates     | + 14 s |

### 4.ª etapa
| Saint-Amand-Montrond - La Loge des Gardes | etapa de media montaña | (164,7 km) |

| \| Clasificación de la etapa \| Clasificación de la etapa \| Clasificación de la etapa \| Clasificación de la etapa \| Clasificación de la etapa \| \| Ciclista \| Ciclista \| Equipo \| Tiempo \| \| \| ------------------------- \| ------------------------- \| ------------------------- \| ------------------------- \| ------------------------- \| \| 1.º \| Tadej Pogačar \| UAE Team Emirates \| 4 h 01 min 17 s \| \| \| 2.º \| David Gaudu \| Groupama-FDJ \| + 1 s \| \| \| 3.º \| Gino Mäder \| Bahrain Victorious \| + 34 s \| \| \| 4.º \| Aurélien Paret-Peintre \| AG2R Citroën Team \| + 42 s \| \| \| 5.º \| Kévin Vauquelin \| Arkéa-Samsic \| + 43 s \| \| \| 6.º \| Jonas Vingegaard \| Jumbo-Visma \| + 43 s \| \| \| 7.º \| Romain Bardet \| Team DSM \| + 51 s \| \| \| 8.º \| Daniel Felipe Martínez \| Ineos Grenadiers \| + 51 s \| \| \| 9.º \| Simon Yates \| Team Jayco AlUla \| + 51 s \| \| \| 10.º \| Matteo Jorgenson \| Movistar Team \| + 51 s \| \| |                        |                    |                 |
| |                        |                    |                 |
| Fuente: ProCyclingStats |                        |                    |                 |
| Clasificación de la etapa |                        |                    |                 |
| Ciclista | Ciclista               | Equipo             | Tiempo          |
| 1.º | Tadej Pogačar          | UAE Team Emirates  | 4 h 01 min 17 s |
| 2.º | David Gaudu            | Groupama-FDJ       | + 1 s           |
| 3.º | Gino Mäder             | Bahrain Victorious | + 34 s          |
| 4.º | Aurélien Paret-Peintre | AG2R Citroën Team  | + 42 s          |
| 5.º | Kévin Vauquelin        | Arkéa-Samsic       | + 43 s          |
| 6.º | Jonas Vingegaard       | Jumbo-Visma        | + 43 s          |
| 7.º | Romain Bardet          | Team DSM           | + 51 s          |
| 8.º | Daniel Felipe Martínez | Ineos Grenadiers   | + 51 s          |
| 9.º | Simon Yates            | Team Jayco AlUla   | + 51 s          |
| 10.º | Matteo Jorgenson       | Movistar Team      | + 51 s          |

| \| Clasificación general \| Clasificación general \| Clasificación general \| Clasificación general \| Clasificación general \| \| Ciclista \| Ciclista \| Equipo \| Tiempo \| \| \| --------------------- \| ---------------------- \| --------------------- \| --------------------- \| --------------------- \| \| 1.º \| Tadej Pogačar \| UAE Team Emirates \| 11 h 55 min 00 s \| \| \| 2.º \| David Gaudu \| Groupama-FDJ \| + 10 s \| \| \| 3.º \| Jonas Vingegaard \| Jumbo-Visma \| + 44 s \| \| \| 4.º \| Simon Yates \| Team Jayco AlUla \| + 56 s \| \| \| 5.º \| Gino Mäder \| Bahrain Victorious \| + 1 min 19 s \| \| \| 6.º \| Romain Bardet \| Team DSM \| + 1 min 40 s \| \| \| 7.º \| Daniel Felipe Martínez \| Ineos Grenadiers \| + 1 min 40 s \| \| \| 8.º \| Matteo Jorgenson \| Movistar Team \| + 1 min 42 s \| \| \| 9.º \| Neilson Powless \| EF Education-EasyPost \| + 1 min 44 s \| \| \| 10.º \| Matteo Sobrero \| Team Jayco AlUla \| + 1 min 54 s \| \| |                        |                       |                  |
| |                        |                       |                  |
| Fuente: ProCyclingStats |                        |                       |                  |
| Clasificación general |                        |                       |                  |
| Ciclista | Ciclista               | Equipo                | Tiempo           |
| 1.º | Tadej Pogačar          | UAE Team Emirates     | 11 h 55 min 00 s |
| 2.º | David Gaudu            | Groupama-FDJ          | + 10 s           |
| 3.º | Jonas Vingegaard       | Jumbo-Visma           | + 44 s           |
| 4.º | Simon Yates            | Team Jayco AlUla      | + 56 s           |
| 5.º | Gino Mäder             | Bahrain Victorious    | + 1 min 19 s     |
| 6.º | Romain Bardet          | Team DSM              | + 1 min 40 s     |
| 7.º | Daniel Felipe Martínez | Ineos Grenadiers      | + 1 min 40 s     |
| 8.º | Matteo Jorgenson       | Movistar Team         | + 1 min 42 s     |
| 9.º | Neilson Powless        | EF Education-EasyPost | + 1 min 44 s     |
| 10.º | Matteo Sobrero         | Team Jayco AlUla      | + 1 min 54 s     |

### 5.ª etapa
| Saint-Symphorien-sur-Coise - Saint-Paul-Trois-Châteaux | etapa escarpada | (212,4 km) |

| \| Clasificación de la etapa \| Clasificación de la etapa \| Clasificación de la etapa \| Clasificación de la etapa \| Clasificación de la etapa \| \| Ciclista \| Ciclista \| Equipo \| Tiempo \| \| \| ------------------------- \| ------------------------- \| ------------------------- \| ------------------------- \| ------------------------- \| \| 1.º \| Olav Kooij \| Jumbo-Visma \| 5 h 19 min 54 s \| \| \| 2.º \| Mads Pedersen \| Trek-Segafredo \| + 0 s \| \| \| 3.º \| Tim Merlier \| Soudal Quick-Step \| + 0 s \| \| \| 4.º \| Matteo Trentin \| UAE Team Emirates \| + 0 s \| \| \| 5.º \| Max Kanter \| Movistar Team \| + 0 s \| \| \| 6.º \| Bryan Coquard \| Cofidis \| + 0 s \| \| \| 7.º \| Sam Bennett \| Bora-Hansgrohe \| + 0 s \| \| \| 8.º \| Arne Marit \| Intermarché-Circus-Wanty \| + 0 s \| \| \| 9.º \| Hugo Page \| Intermarché-Circus-Wanty \| + 0 s \| \| \| 10.º \| Cees Bol \| Astana Qazaqstan Team \| + 0 s \| \| |                |                          |                 |
| |                |                          |                 |
| Fuente: ProCyclingStats |                |                          |                 |
| Clasificación de la etapa |                |                          |                 |
| Ciclista | Ciclista       | Equipo                   | Tiempo          |
| 1.º | Olav Kooij     | Jumbo-Visma              | 5 h 19 min 54 s |
| 2.º | Mads Pedersen  | Trek-Segafredo           | + 0 s           |
| 3.º | Tim Merlier    | Soudal Quick-Step        | + 0 s           |
| 4.º | Matteo Trentin | UAE Team Emirates        | + 0 s           |
| 5.º | Max Kanter     | Movistar Team            | + 0 s           |
| 6.º | Bryan Coquard  | Cofidis                  | + 0 s           |
| 7.º | Sam Bennett    | Bora-Hansgrohe           | + 0 s           |
| 8.º | Arne Marit     | Intermarché-Circus-Wanty | + 0 s           |
| 9.º | Hugo Page      | Intermarché-Circus-Wanty | + 0 s           |
| 10.º | Cees Bol       | Astana Qazaqstan Team    | + 0 s           |

| \| Clasificación general \| Clasificación general \| Clasificación general \| Clasificación general \| Clasificación general \| \| Ciclista \| Ciclista \| Equipo \| Tiempo \| \| \| --------------------- \| ---------------------- \| --------------------- \| --------------------- \| --------------------- \| \| 1.º \| Tadej Pogačar \| UAE Team Emirates \| 17 h 14 min 52 s \| \| \| 2.º \| David Gaudu \| Groupama-FDJ \| + 6 s \| \| \| 3.º \| Jonas Vingegaard \| Jumbo-Visma \| + 46 s \| \| \| 4.º \| Simon Yates \| Team Jayco AlUla \| + 58 s \| \| \| 5.º \| Gino Mäder \| Bahrain Victorious \| + 1 min 21 s \| \| \| 6.º \| Romain Bardet \| Team DSM \| + 1 min 42 s \| \| \| 7.º \| Daniel Felipe Martínez \| Ineos Grenadiers \| + 1 min 42 s \| \| \| 8.º \| Matteo Jorgenson \| Movistar Team \| + 1 min 44 s \| \| \| 9.º \| Neilson Powless \| EF Education-EasyPost \| + 1 min 46 s \| \| \| 10.º \| Matteo Sobrero \| Team Jayco AlUla \| + 1 min 56 s \| \| |                        |                       |                  |
| |                        |                       |                  |
| Fuente: ProCyclingStats |                        |                       |                  |
| Clasificación general |                        |                       |                  |
| Ciclista | Ciclista               | Equipo                | Tiempo           |
| 1.º | Tadej Pogačar          | UAE Team Emirates     | 17 h 14 min 52 s |
| 2.º | David Gaudu            | Groupama-FDJ          | + 6 s            |
| 3.º | Jonas Vingegaard       | Jumbo-Visma           | + 46 s           |
| 4.º | Simon Yates            | Team Jayco AlUla      | + 58 s           |
| 5.º | Gino Mäder             | Bahrain Victorious    | + 1 min 21 s     |
| 6.º | Romain Bardet          | Team DSM              | + 1 min 42 s     |
| 7.º | Daniel Felipe Martínez | Ineos Grenadiers      | + 1 min 42 s     |
| 8.º | Matteo Jorgenson       | Movistar Team         | + 1 min 44 s     |
| 9.º | Neilson Powless        | EF Education-EasyPost | + 1 min 46 s     |
| 10.º | Matteo Sobrero         | Team Jayco AlUla      | + 1 min 56 s     |

### 6.ª etapa
| Tourves - La Colle-sur-Loup | etapa escarpada | (197,4 km) |

Etapa cancelada por las condiciones meteorológicas.

### 7.ª etapa
| Niza - Col de la Couillole | etapa de montaña | (142,9 km) |

| \| Clasificación de la etapa \| Clasificación de la etapa \| Clasificación de la etapa \| Clasificación de la etapa \| Clasificación de la etapa \| \| Ciclista \| Ciclista \| Equipo \| Tiempo \| \| \| ------------------------- \| ------------------------- \| ------------------------- \| ------------------------- \| ------------------------- \| \| 1.º \| Tadej Pogačar \| UAE Team Emirates \| 3 h 56 min 08 s \| \| \| 2.º \| David Gaudu \| Groupama-FDJ \| + 2 s \| \| \| 3.º \| Jonas Vingegaard \| Jumbo-Visma \| + 6 s \| \| \| 4.º \| Simon Yates \| Team Jayco AlUla \| + 19 s \| \| \| 5.º \| Neilson Powless \| EF Education-EasyPost \| + 24 s \| \| \| 6.º \| Gino Mäder \| Bahrain Victorious \| + 28 s \| \| \| 7.º \| Romain Bardet \| Team DSM \| + 30 s \| \| \| 8.º \| Pavel Sivakov \| Ineos Grenadiers \| + 38 s \| \| \| 9.º \| Matteo Jorgenson \| Movistar Team \| + 38 s \| \| \| 10.º \| Pierre Latour \| TotalEnergies \| + 53 s \| \| |                  |                       |                 |
| |                  |                       |                 |
| Fuente: ProCyclingStats |                  |                       |                 |
| Clasificación de la etapa |                  |                       |                 |
| Ciclista | Ciclista         | Equipo                | Tiempo          |
| 1.º | Tadej Pogačar    | UAE Team Emirates     | 3 h 56 min 08 s |
| 2.º | David Gaudu      | Groupama-FDJ          | + 2 s           |
| 3.º | Jonas Vingegaard | Jumbo-Visma           | + 6 s           |
| 4.º | Simon Yates      | Team Jayco AlUla      | + 19 s          |
| 5.º | Neilson Powless  | EF Education-EasyPost | + 24 s          |
| 6.º | Gino Mäder       | Bahrain Victorious    | + 28 s          |
| 7.º | Romain Bardet    | Team DSM              | + 30 s          |
| 8.º | Pavel Sivakov    | Ineos Grenadiers      | + 38 s          |
| 9.º | Matteo Jorgenson | Movistar Team         | + 38 s          |
| 10.º | Pierre Latour    | TotalEnergies         | + 53 s          |

| \| Clasificación general \| Clasificación general \| Clasificación general \| Clasificación general \| Clasificación general \| \| Ciclista \| Ciclista \| Equipo \| Tiempo \| \| \| --------------------- \| --------------------- \| --------------------- \| --------------------- \| --------------------- \| \| 1.º \| Tadej Pogačar \| UAE Team Emirates \| 21 h 10 min 50 s \| \| \| 2.º \| David Gaudu \| Groupama-FDJ \| + 12 s \| \| \| 3.º \| Jonas Vingegaard \| Jumbo-Visma \| + 58 s \| \| \| 4.º \| Simon Yates \| Team Jayco AlUla \| + 1 min 27 s \| \| \| 5.º \| Gino Mäder \| Bahrain Victorious \| + 1 min 59 s \| \| \| 6.º \| Neilson Powless \| EF Education-EasyPost \| + 2 min 20 s \| \| \| 7.º \| Romain Bardet \| Team DSM \| + 2 min 22 s \| \| \| 8.º \| Matteo Jorgenson \| Movistar Team \| + 2 min 32 s \| \| \| 9.º \| Pavel Sivakov \| Ineos Grenadiers \| + 3 min 08 s \| \| \| 10.º \| Pierre Latour \| TotalEnergies \| + 3 min 17 s \| \| |                  |                       |                  |
| |                  |                       |                  |
| Fuente: ProCyclingStats |                  |                       |                  |
| Clasificación general |                  |                       |                  |
| Ciclista | Ciclista         | Equipo                | Tiempo           |
| 1.º | Tadej Pogačar    | UAE Team Emirates     | 21 h 10 min 50 s |
| 2.º | David Gaudu      | Groupama-FDJ          | + 12 s           |
| 3.º | Jonas Vingegaard | Jumbo-Visma           | + 58 s           |
| 4.º | Simon Yates      | Team Jayco AlUla      | + 1 min 27 s     |
| 5.º | Gino Mäder       | Bahrain Victorious    | + 1 min 59 s     |
| 6.º | Neilson Powless  | EF Education-EasyPost | + 2 min 20 s     |
| 7.º | Romain Bardet    | Team DSM              | + 2 min 22 s     |
| 8.º | Matteo Jorgenson | Movistar Team         | + 2 min 32 s     |
| 9.º | Pavel Sivakov    | Ineos Grenadiers      | + 3 min 08 s     |
| 10.º | Pierre Latour    | TotalEnergies         | + 3 min 17 s     |

### 8.ª etapa
| Niza - Niza | etapa de montaña | (118,4 km) |

| \| Clasificación de la etapa \| Clasificación de la etapa \| Clasificación de la etapa \| Clasificación de la etapa \| Clasificación de la etapa \| \| Ciclista \| Ciclista \| Equipo \| Tiempo \| \| \| ------------------------- \| ------------------------- \| ------------------------- \| ------------------------- \| ------------------------- \| \| 1.º \| Tadej Pogačar \| UAE Team Emirates \| 2 h 51 min 02 s \| \| \| 2.º \| Jonas Vingegaard \| Jumbo-Visma \| + 33 s \| \| \| 3.º \| David Gaudu \| Groupama-FDJ \| + 33 s \| \| \| 4.º \| Simon Yates \| Team Jayco AlUla \| + 33 s \| \| \| 5.º \| Matteo Jorgenson \| Movistar Team \| + 33 s \| \| \| 6.º \| Neilson Powless \| EF Education-EasyPost \| + 43 s \| \| \| 7.º \| Pavel Sivakov \| Ineos Grenadiers \| + 43 s \| \| \| 8.º \| Romain Bardet \| Team DSM \| + 43 s \| \| \| 9.º \| Jack Haig \| Bahrain Victorious \| + 43 s \| \| \| 10.º \| Gino Mäder \| Bahrain Victorious \| + 43 s \| \| |                  |                       |                 |
| |                  |                       |                 |
| Fuente: ProCyclingStats |                  |                       |                 |
| Clasificación de la etapa |                  |                       |                 |
| Ciclista | Ciclista         | Equipo                | Tiempo          |
| 1.º | Tadej Pogačar    | UAE Team Emirates     | 2 h 51 min 02 s |
| 2.º | Jonas Vingegaard | Jumbo-Visma           | + 33 s          |
| 3.º | David Gaudu      | Groupama-FDJ          | + 33 s          |
| 4.º | Simon Yates      | Team Jayco AlUla      | + 33 s          |
| 5.º | Matteo Jorgenson | Movistar Team         | + 33 s          |
| 6.º | Neilson Powless  | EF Education-EasyPost | + 43 s          |
| 7.º | Pavel Sivakov    | Ineos Grenadiers      | + 43 s          |
| 8.º | Romain Bardet    | Team DSM              | + 43 s          |
| 9.º | Jack Haig        | Bahrain Victorious    | + 43 s          |
| 10.º | Gino Mäder       | Bahrain Victorious    | + 43 s          |

## Clasificaciones finales
- Las clasificaciones finalizaron de la siguiente forma:[5]

### Clasificación general
| \| Clasificación general \| Clasificación general \| Clasificación general \| Clasificación general \| Clasificación general \| \| Ciclista \| Ciclista \| Equipo \| Tiempo \| \| \| --------------------- \| --------------------- \| --------------------- \| --------------------- \| --------------------- \| \| 1.º \| Tadej Pogačar \| UAE Team Emirates \| 24 h 01 min 38 s \| \| \| 2.º \| David Gaudu \| Groupama-FDJ \| + 53 s \| \| \| 3.º \| Jonas Vingegaard \| Jumbo-Visma \| + 1 min 39 s \| \| \| 4.º \| Simon Yates \| Team Jayco AlUla \| + 2 min 14 s \| \| \| 5.º \| Gino Mäder \| Bahrain Victorious \| + 2 min 56 s \| \| \| 6.º \| Neilson Powless \| EF Education-EasyPost \| + 3 min 17 s \| \| \| 7.º \| Romain Bardet \| Team DSM \| + 3 min 19 s \| \| \| 8.º \| Matteo Jorgenson \| Movistar Team \| + 3 min 19 s \| \| \| 9.º \| Pavel Sivakov \| Ineos Grenadiers \| + 4 min 05 s \| \| \| 10.º \| Jack Haig \| Bahrain Victorious \| + 4 min 56 s \| \| |                  |                       |                  |
| |                  |                       |                  |
| Fuente: ProCyclingStats |                  |                       |                  |
| Clasificación general |                  |                       |                  |
| Ciclista | Ciclista         | Equipo                | Tiempo           |
| 1.º | Tadej Pogačar    | UAE Team Emirates     | 24 h 01 min 38 s |
| 2.º | David Gaudu      | Groupama-FDJ          | + 53 s           |
| 3.º | Jonas Vingegaard | Jumbo-Visma           | + 1 min 39 s     |
| 4.º | Simon Yates      | Team Jayco AlUla      | + 2 min 14 s     |
| 5.º | Gino Mäder       | Bahrain Victorious    | + 2 min 56 s     |
| 6.º | Neilson Powless  | EF Education-EasyPost | + 3 min 17 s     |
| 7.º | Romain Bardet    | Team DSM              | + 3 min 19 s     |
| 8.º | Matteo Jorgenson | Movistar Team         | + 3 min 19 s     |
| 9.º | Pavel Sivakov    | Ineos Grenadiers      | + 4 min 05 s     |
| 10.º | Jack Haig        | Bahrain Victorious    | + 4 min 56 s     |

### Clasificación de la montaña
| Clasificación de la montaña | Clasificación de la montaña | Clasificación de la montaña | Clasificación de la montaña | Clasificación de la montaña |
| Ciclista                    | Ciclista                    | Equipo                      | Puntos                      |                             |
| --------------------------- | --------------------------- | --------------------------- | --------------------------- | --------------------------- |
| 1.º                         | Jonas Gregaard              | Uno-X Pro Cycling Team      | 45 pts                      |                             |
| 2.º                         | Tadej Pogačar               | UAE Team Emirates           | 32 pts                      |                             |
| 3.º                         | David Gaudu                 | Groupama-FDJ                | 15 pts                      |                             |
| 4.º                         | Pascal Eenkhoorn            | Lotto Dstny                 | 11 pts                      |                             |
| 5.º                         | Wout Poels                  | Bahrain Victorious          | 10 pts                      |                             |
| 6.º                         | David de la Cruz            | Astana Qazaqstan Team       | 9 pts                       |                             |
| 7.º                         | Sandy Dujardin              | TotalEnergies               | 8 pts                       |                             |
| 8.º                         | Jonas Vingegaard            | Jumbo-Visma                 | 5 pts                       |                             |
| 9.º                         | Oliver Naesen               | AG2R Citroën Team           | 5 pts                       |                             |
| 10.º                        | Anders Skaarseth            | Uno-X Pro Cycling Team      | 5 pts                       |                             |

### Clasificación de los puntos
| Clasificación por puntos | Clasificación por puntos | Clasificación por puntos | Clasificación por puntos | Clasificación por puntos |
| Ciclista                 | Ciclista                 | Equipo                   | Puntos                   |                          |
| ------------------------ | ------------------------ | ------------------------ | ------------------------ | ------------------------ |
| 1.º                      | Tadej Pogačar            | UAE Team Emirates        | 65 pts                   |                          |
| 2.º                      | David Gaudu              | Groupama-FDJ             | 41 pts                   |                          |
| 3.º                      | Olav Kooij               | Jumbo-Visma              | 34 pts                   |                          |
| 4.º                      | Jonas Vingegaard         | Jumbo-Visma              | 26 pts                   |                          |
| 5.º                      | Simon Yates              | Team Jayco AlUla         | 16 pts                   |                          |
| 6.º                      | Gino Mäder               | Bahrain Victorious       | 15 pts                   |                          |
| 7.º                      | Neilson Powless          | EF Education-EasyPost    | 11 pts                   |                          |
| 8.º                      | Romain Bardet            | Team DSM                 | 11 pts                   |                          |
| 9.º                      | Matteo Jorgenson         | Movistar Team            | 9 pts                    |                          |
| 10.º                     | Magnus Cort              | EF Education-EasyPost    | 9 pts                    |                          |

### Clasificación de los jóvenes
| Clasificación del mejor joven | Clasificación del mejor joven | Clasificación del mejor joven | Clasificación del mejor joven | Clasificación del mejor joven |
| Ciclista                      | Ciclista                      | Equipo                        | Tiempo                        |                               |
| ----------------------------- | ----------------------------- | ----------------------------- | ----------------------------- | ----------------------------- |
| 1.º                           | Tadej Pogačar                 | UAE Team Emirates             | 24 h 01 min 38 s              |                               |
| 2.º                           | Matteo Jorgenson              | Movistar Team                 | + 3 min 19 s                  |                               |
| 3.º                           | Kévin Vauquelin               | Arkéa-Samsic                  | + 14 min 52 s                 |                               |
| 4.º                           | Michel Ries                   | Arkéa-Samsic                  | + 35 min 50 s                 |                               |
| 5.º                           | Anthon Charmig                | Uno-X Pro Cycling Team        | + 41 min 20 s                 |                               |
| 6.º                           | Kevin Vermaerke               | Team DSM                      | + 43 min 04 s                 |                               |
| 7.º                           | Clément Champoussin           | Arkéa-Samsic                  | + 43 min 16 s                 |                               |
| 8.º                           | Matis Louvel                  | Arkéa-Samsic                  | + 51 min 26 s                 |                               |
| 9.º                           | Matthew Dinham                | Team DSM                      | + 51 min 48 s                 |                               |
| 10.º                          | Brent Van Moer                | Lotto Dstny                   | + 51 min 48 s                 |                               |

### Clasificación por equipos
| Clasificación por equipos | Clasificación por equipos | Clasificación por equipos | Clasificación por equipos |
| Equipo                    | Equipo                    | Tiempo                    |                           |
| ------------------------- | ------------------------- | ------------------------- | ------------------------- |
| 1.º                       | Team Jayco AlUla          | 71 h 18 min 58 s          |                           |
| 2.º                       | Bahrain Victorious        | + 10 min 12 s             |                           |
| 3.º                       | Groupama-FDJ              | + 16 min 43 s             |                           |
| 4.º                       | AG2R Citroën Team         | + 20 min 19 s             |                           |
| 5.º                       | Jumbo-Visma               | + 32 min 09 s             |                           |
| 6.º                       | Ineos Grenadiers          | + 34 min 02 s             |                           |
| 7.º                       | Movistar Team             | + 40 min 51 s             |                           |
| 8.º                       | Intermarché-Circus-Wanty  | + 48 min 01 s             |                           |
| 9.º                       | Astana Qazaqstan Team     | + 49 min 33 s             |                           |
| 10.º                      | Team DSM                  | + 51 min 16 s             |                           |

## Evolución de las clasificaciones
| Etapa                   |                          | Ganador _       | Clasificación general | Puntos        | Montaña         | Jóvenes         | Combatividad     | Equipo                |
| ----------------------- | ------------------------ | --------------- | --------------------- | ------------- | --------------- | --------------- | ---------------- | --------------------- |
| 1.ª etapa               | etapa escarpada          | Tim Merlier     | Tim Merlier           | Tim Merlier   | Neilson Powless | Tadej Pogačar   | Paul Ourselin    | Trek-Segafredo        |
| 2.ª etapa               | etapa llana              | Mads Pedersen   | Mads Pedersen         | Mads Pedersen | Jonas Gregaard  | Tadej Pogačar   | Jonas Gregaard   | EF Education-EasyPost |
| 3.ª etapa               | contrarreloj por equipos | Jumbo-Visma     | Magnus Cort           | Mads Pedersen | Jonas Gregaard  | Kelland O'Brien | no otorgado      | Jumbo-Visma           |
| 4.ª etapa               | etapa de media montaña   | Tadej Pogačar   | Tadej Pogačar         | Tadej Pogačar | Jonas Gregaard  | Tadej Pogačar   | Lilian Calmejane | Team Jayco AlUla      |
| 5.ª etapa               | etapa escarpada          | Olav Kooij      | Tadej Pogačar         | Mads Pedersen | Jonas Gregaard  | Tadej Pogačar   | Sandy Dujardin   | Team Jayco AlUla      |
| 6.ª etapa               | etapa escarpada          | etapa cancelada | Tadej Pogačar         | Mads Pedersen | Jonas Gregaard  | Tadej Pogačar   | etapa cancelada  | Team Jayco AlUla      |
| 7.ª etapa               | etapa de montaña         | Tadej Pogačar   | Tadej Pogačar         | Tadej Pogačar | Jonas Gregaard  | Tadej Pogačar   | Kobe Goossens    | Team Jayco AlUla      |
| 8.ª etapa               | etapa de montaña         | Tadej Pogačar   | Tadej Pogačar         | Tadej Pogačar | Jonas Gregaard  | Tadej Pogačar   | Wout Poels       | Team Jayco AlUla      |
| Clasificaciones finales | Clasificaciones finales  |                 | Tadej Pogačar         | Tadej Pogačar | Jonas Gregaard  | Tadej Pogačar   | no otorgado      | Team Jayco AlUla      |

## Ciclistas participantes y posiciones finales
Convenciones:
- AB-N: Abandono en la etapa "N"
- FLT-N: Retiro por llegada fuera del límite de tiempo en la etapa "N"
- NTS-N: No tomó la salida para la etapa "N"
- DES-N: Descalificado o expulsado en la etapa "N"

## UCI World Ranking
La París-Niza otorgó puntos para el UCI World Ranking para corredores de los equipos en las categorías UCI WorldTeam, UCI ProTeam y Continental. Las siguientes tablas son el baremo de puntuación y los diez corredores que obtuvieron más puntos:
| Posición              | 1.º | 2.º | 3.º | 4.º | 5.º | 6.º | 7.º | 8.º | 9.º | 10.º | 11.º | 12.º | 13.º | 14.º | 15.º | 16.º-20.º | 21.º-30.º | 31.º-50.º | 51.º-55.º | 56.º-60.º |
| Clasificación general | 500 | 400 | 325 | 275 | 225 | 175 | 150 | 125 | 100 | 85   | 70   | 60   | 50   | 40   | 35   | 30        | 20        | 10        | 5         | 3         |
| Por etapa             | 60  | 40  | 30  | 25  | 20  | 15  | 10  | 8   | 5   | 2    |      |      |      |      |      |           |           |           |           |           |
| Líder                 | 10  |     |     |     |     |     |     |     |     |      |      |      |      |      |      |           |           |           |           |           |

| Clasificación |                  |                       |         |        |       |        |
| Posición      | Ciclista         | Equipo                | General | Etapa  | Líder | Total  |
| ------------- | ---------------- | --------------------- | ------- | ------ | ----- | ------ |
| 1.º           | Tadej Pogačar    | UAE Emirates          | 500     | 182,86 | 40    | 722,86 |
| 2.º           | David Gaudu      | Groupama-FDJ          | 400     | 113,57 | -     | 513,57 |
| 3.º           | Jonas Vingegaard | Jumbo-Visma           | 325     | 93,57  | -     | 418,57 |
| 4.º           | Simon Yates      | Jayco AlUla           | 275     | 59,29  | -     | 334,29 |
| 5.º           | Gino Mäder       | Bahrain Victorious    | 225     | 47,71  | -     | 272,71 |
| 6.º           | Neilson Powless  | EF Education-EasyPost | 175     | 40,71  | -     | 215,71 |
| 7.º           | Romain Bardet    | DSM                   | 150     | 28     | -     | 178    |
| 8.º           | Matteo Jorgenson | Movistar              | 125     | 27     | -     | 152    |
| 9.º           | Mads Pedersen    | Trek-Segafredo        | -       | 131,14 | 10    | 141,14 |
| 10.º          | Olav Kooij       | Jumbo-Visma           | -       | 133,57 | -     | 133,57 |